# 8 женщин (пьеса)
«8 женщин» (фр. Huit femmes) — пьеса 1958 года, написанная Робером Тома.
Впервые поставлена в 1961 году в театре на улице Эдуарда VII» (фр.) в Париже, Франция.

## Обзор
Пьеса «8 женщин» была написана драматургом Робером Тома в 1958 году в Ницце. Автору не очень полюбилось собственное творение, однако по нему была снята первая экранизация, вышедшая в прокат в 1960 году. 28 августа 1961 года состоялась премьера пьесы на сцене парижского театра «Эдуард VII» .
В России пьеса очень любима и в большинстве случаев ставится под названием «Восемь любящих женщин». Она входила или входит в репертуар московских «Театра сатиры», «Малого театра» (2015 г.), театра имени Моссовета (2021 г.), а также Владимирского академического театра драмы (2004 г.), Иркутского областного театра юного зрителя имени А. Вампилова, «Пермского Театр-Театра», Новосибирского театра музыкальной комедии, Краснодарского театра драмы имени Горького и других.

## Сюжет
Франция, 1950 год. В загородной вилле восемь женщин готовятся отмечать Рождество, но праздник омрачён убийством хозяина дома: его тело обнаружено в кабинете с ножом в спине. Под подозрением находится каждая из присутствующих: жена, дочь, падчерица, тёща, свояченица, служанка, горничная и родная сестра жертвы. Любая из этих женщин имела мотивы для совершения убийства.

## Актёрский состав
| Роль                      | «Эдуард VII» (1961)         | «Мариньи» (фр.) (1971) | «Малый театр» (2015)                                                  |
| ------------------------- | --------------------------- | ---------------------- | --------------------------------------------------------------------- |
| Габи                      | Дениз Грей                  | Мони Дальмес           | Светлана Аманова                                                      |
| Мами                      | Мадлен Клерванн             | Мадлен Клерванн        | Ирина Муравьева, Татьяна Лебедева                                     |
| Сюзон, старшая дочь Габи  | Режин Лёви, Розин Фаве      | Корин Ле Пулен         | Ольга Жевакина, позднее Ольга Плешкова, Дарья Мингазетдинова (с 2021) |
| Катрин, младшая дочь Габи | Сильви Фабр                 | Бернадетт Роберт       | Ольга Плешкова, позднее Дарья Мингазетдинова, Дарья Шевчук (с 2021)   |
| Огюстина, сестра Габи     | Жаклин Жеффорд, Флёронс Бло | Жаклин Жеффорд         | Людмила Титова                                                        |
| Пьеретта, сестра Марселя  | Клод Женя                   | Клод Женя              | Ольга Пашкова, позднее Ольга Жевакина                                 |
| Мадам Шанель, экономка    | Джейн Маркен                | Мадлен Барбюли         | Инна Иванова, Алена Охлупина (с 2020)                                 |
| Луиза, горничная          | Надя Барентин               | Надя Барентин          | Полина Долинская, Анастасия Дубровская, Лидия Милюзина (с 2022)       |

## Адаптации
- В 1960 пьеса была экранизирована режиссёром Виктором Мерендой, а в 2002 году Франсуа Озоном.
- В 1971 и 2007 годах были сделаны видеоверсии пьесы.
- В России пьеса экранизирована в 2006 и 2016 году. Были сделаны телеспектакли.

## Награды и номинации
| Год  | Премия                    | Категория    | Номинант(ы) | Результат |
| ---- | ------------------------- | ------------ | ----------- | --------- |
| 1961 | «Набережная Орфевр» (фр.) | Лучшая пьеса | Робер Тома  | Победа    |